# Grünmetropole
Die Grünmetropole ist ein Projekt, das im Rahmen des europäischen Förderprogramms Interreg III im Jahre 2005 entstanden ist. Es ist Teil des Projektes „Industrielle Folgelandschaft“, zu dem neben der Grünmetropole das Projekt „Pays des Terrils“ (ehemals „Route des Terrils“) gehört.
Innerhalb der Dreiländerregion von Deutschland, Niederlande und Belgien wird die Grünmetropole als grenzüberschreitende Region entwickelt, die sich von Beringen in Belgisch-Limburg über Heerlen in Niederländisch-Limburg bis Düren in Deutschland erstreckt. Auf einer Fläche von fast 2000 km² ist die Grünmetropole Heimat für circa 1,5 Mio. Einwohner.
Eine verbindende und besondere Gemeinsamkeit dieser Region stellt der ehemalige Steinkohle-Bergbau dar. Er bestimmte Jahrzehntelang das Leben und Arbeiten der Bewohner und prägte die heimische Landschaft. Auch heute noch sind viele Relikte des ehemaligen Bergbaus deutlich erkennbar: alte Zechen und Fördertürme, Abraum-Halden, ehemalige Bergarbeitersiedlungen und vieles mehr.

## Entstehung der Grünmetropole
1992 endete die Ära des Steinkohle-Bergbaus endgültig mit der Schließung der letzten Zeche. Bis dahin war der Abbau und die Weiterverarbeitung der Steinkohle ein wichtiger Wirtschafts- und Beschäftigungsfaktor. Nach dem Ende der Bergbauzeit war ein Strukturwandel zwingend notwendig, der vor allem neue Arbeitsplätze in neuen Arbeitsbereichen schaffen sollte. Trotz ähnlicher Probleme waren die Ansätze in den drei Ländern sehr unterschiedlich, erfolgten unabhängig voneinander und ohne Kooperationen.
Im Rahmen eines deutschen Förderprogramms – der „EuRegionale 2008“ –, das auf die Grenznahen Regionen in den Niederlanden und Belgien ausgeweitet wurde, erkannte man dieses Problem und stellte sich die Fragen:
- Wie kann der Strukturwandel in der Dreiländer-Region gemeinsam erfolgen?
- Wie kann ein Impuls zur Regionalentwicklung erfolgen?
- Welche Akzente können in den drei Ländern gesetzt werden?
- Wie kann eine gemeinsame Vermarktung und Imageprofilierung aussehen?

Zur Lösung dieser Fragen wurde im Auftrag der EuRegionale2008 ein Ideen-Wettbewerb durchgeführt, an dem sich international und interdisziplinär zusammengesetzte Teams beteiligten. Landschaftsarchitekten, Stadtplaner, Künstler, Architekten und andere Fachbereich arbeiteten hier zusammen. Gewonnen hat das Konzept „Grünmetropole“ von Henri Bava (Deutschland) und seinem Team mit Alex Wall (USA), Stephen Craig (Nordirland) und Erik Behrens (Deutschland).
Auf Basis des von Henri Bava und seinem Team erstellten Masterplanes zur Grünmetropole wurde ein Antrag auf INTERREG III-Förderung bei der Europäischen Union gestellt. Von 2005 bis 2008 wurde das Projekt Grünmetropole innerhalb des INTERREG -Projektes „Industrielle Folgelandschaft“ von der EU gefördert. Insgesamt sind 25 Partner (Kommunen, Kreise und touristische Verbände) aus Belgien, Deutschland und den Niederlanden daran beteiligt.

## Ziel
Die Grenzregion von Deutschland, Belgien und den Niederlanden ist durch Siedlungsräume und ebenso durch Naturräume geprägt. Diese Verbindung und Vernetzung der verschiedenen Elemente als eine Art DNS-Struktur gibt auch das Logo der Grünmetropole wieder. Weiterhin gleicht die Region mit seinen verschiedenen Kulturen, Sprachen, Lebensweisen, Sehenswürdigkeiten, Projekten und Initiativen einer Art interessantem Patchwork-Teppich – einer Region mit großer Vielfalt.
Das Ziel der Grünmetropole ist „Aus der Last des Alten die Lust auf die Zukunft zu schaffen“ und dieser attraktiven Vielfalt eine Adresse zu geben. Es ist von vielen regionalen Zusammenschlüssen bereits bekannt, dass ein Verbund bzw. eine Region leichter überregionale Bekanntheit erlangen kann, als beispielsweise ein einzelner Ort. Mittelfristig soll die Grünmetropole als eine Region mit eigenständiger Identität entstehen, in der die unterschiedlichen Stärken, Kulturen und Sprachen genutzt werden.

## Umsetzung: Die Entdeckung einer neuen Landschaft
In einem ersten Schritt wird die grenzüberschreitende Region von Belgien, Deutschland und Niederlande durch zwei Routen verknüpft.
Die Grünroute ist der grüne Pfad durch unsere Region. Sie verbindet auf 370 km zahlreiche Naturräume, Naherholungsgebiete und Nationalparks in der industriellen Folgelandschaft. Die Metropolroute ist das länderübergreifende Band im Straßennetz der Grünmetropole und – wie die Grünroute – gemeinsamer Identitätsträger der Region. Als touristische Route erschließt sie Bewohnern wie Touristen die sich durch den Strukturwandel verändernde Landschaft. Mit dem PKW kann der Besucher der Metropolroute auf 270 km Länge folgen und die Region so für sich neu entdecken.
Längs der Route informieren Info-Points über die Grünmetropole, die Region und die über 70 ausgewählten Sehenswürdigkeiten und Freizeitmöglichkeiten der Grünmetropole. Grenzüberschreitendes Kartenmaterial dient der Orientierung in der Grünmetropole und entlang der Routen. Ein Routenbuch informiert über die Routen und die ausgewählten Sehenswürdigkeiten in der Region. Mit dem Grünmetropole-Heft wurde ein hochwertiges Produkt geschaffen, das die Region und Teile ihrer Geschichte und Zukunft aufbereitet.

## Weitere Projekte
Zahlreiche Projekte wurden im Rahmen der Grünmetropole sowie der EuRegionale 2008 umgesetzt, die die grenzüberschreitende Zusammenarbeit, den Bereich der Naherholung und Freizeit sowie den Wirtschaftssektor fördern. So zum Beispiel:
- „CarlAlexanderPark“ in Baesweiler
- „Pferdelandpark“ in Aachen und Herzogenrath
- „Energielandschaft AnnA“ und „Energeticon“ in Alsdorf
- „indeland“ mit den Bausteinen Blausteinsee, Indemann, Römerpark, Brückenkopf-Park Jülich sowie dem Aussichtspunkt am Braunkohlentagebau Inden
- „Wurmtal“ in Herzogenrath und Übach-Palenberg

## Auszeichnungen
Im Oktober 2006 präsentierte sich die Grünmetropole auf Einladung der Generalkommissare des deutschen Pavillons auf der 10. Internationalen Architekturbiennale in Venedig und erlangte erstmals internationale Aufmerksamkeit. Am 16. November 2006 wurde die Grünmetropole im Rahmen der Verleihung des Deutschen Städtebaupreises 2006 durch die Deutsche Akademie für Städtebau und Landesplanung mit einem Sonderpreis ausgezeichnet. Im Rahmen der Preisverleihung wurde das Konzept „Grünmetropole“ als eines der besten Konzepte in Deutschland gewürdigt.
Im Oktober 2008 wurde die Grünmetropole vom Europäischen Rat für Raumplanung (European Council of Spatial Planners – ECTP) mit dem 7. European Urban and Regional Planning Award 2008 (Europäische Auszeichnung für Stadt- und Regionalplanung) geehrt. Im Rahmen der Preisverleihung im Dubliner Schloss wurde die Grünmetropole in der Kategorie „grenzüberschreitende Planung / Regionalplanung / regionale Zusammenarbeit“ als das beste Planungskonzept Europas geehrt.

## Zukunft
Die Partner der Grünmetropole sind sich einig, dass in den vergangenen Jahren die grenzüberschreitende Zusammenarbeit stark verbessert und ein Mehrwert für die Bewohner geschaffen werden konnte. Aufgrund der Erfahrungen ist erkennbar, dass die Zusammenarbeit der drei Länder auch in Zukunft von großer Bedeutung ist und dies auch von allen Partnern weiterhin unterstützt wird. Zukünftig liegt die Priorität zunächst auf der Entwicklung einer abwechslungsreichen Naherholungsregion, die Bewohner wie Besucher zum Entspannen und Entdecken einlädt. Aufbauend auf bereits vorhandenen Sehenswürdigkeiten werden Angebote für ein- bis mehrtägige Aufenthalte geschaffen. In Zukunft wird der Fokus auf dem industriellen Erbe der Region liegen, im Besonderen auf der Aufwertung der Halden als Unique Selling Prepositions. In diesem Zusammenhang wird die Zusammenarbeit mit den Partnern der Grünmetropole und Pays des Terrils weiter verstärkt.

## Grünmetropole e.V.
Im Juni 2009 haben 14 Partner aus den Kreisen Aachen, Düren und Heinsberg den Verein „Grünmetropole“ gegründet, um den Bereich Freizeit und Tourismus mit dem Schwerpunkt Naherholung in dieser Region weiterzuentwickeln.
Im Verlaufe der grenzüberschreitende Zusammenarbeit mit Belgisch und Niederländisch-Limburg sowie eine im Jahr 2008 durchgeführte Studie zum Thema „touristische Organisation der Nordkreise von Aachen und Düren“ hat sich gezeigt, dass für eine freizeit- und tourismusorientierte Entwicklung auch auf der deutschen Seite der Grünmetropole gute Chancen bestehen.
Mit dem Zusammenschluss zum Grünmetropole e.V. sollen die organisatorischen und inhaltlichen Grundlagen einer auf den Schwerpunkt Naherholung ausgerichteten Freizeit- und Tourismusregion gelegt werden.
Gründungsmitglieder sind die Kreise Aachen und Düren, die Gemeinden Aldenhoven, Inden und Niederzier, die Städte Alsdorf, Baesweiler, Düren, Eschweiler, Herzogenrath, Hückelhoven und Stolberg sowie der Brückenkopf-Park Jülich und der Verein Zukunftsinitiative Aachener Raum (ZAR e.V.). Später trat die Stadt Düren ein.
Zu den Themen (eu)regionale Kultur, Industriekultur und Natur werden touristische Angebote ausgearbeitet. Die qualitative Verbesserung der touristischen Infrastruktur soll dabei ebenso verwirklicht werden wie eine verstärkte Kooperation mit Hotel und Gastronomie.

## Hauptpartner der Grünmetropole
Hauptpartner im INTERREG III-Projekt Grünmetropole sind:
- Deutschland

Kreis Aachen, Stadt Alsdorf, Stadt Baesweiler, Stadt Eschweiler, Stadt Herzogenrath, Stadt Stolberg, Stadt Würselen
Kreis Düren, Gemeinde Aldenhoven, Stadt Düren, Gemeinde Inden, Stadt Jülich, Gemeinde Langerwehe, Gemeinde Niederzier
Kreis Heinsberg, Stadt Übach-Palenberg, Gemeinde Gangelt
- Niederlande

Parkstad Limburg, Gemeinde Brunssum, Stadt Heerlen, Stadt Kerkrade, Stadt Landgraaf, Gemeinde Onderbanken
- Belgien

Provincie Limburg, Toerisme Limburg
Co-Projekt der Grünmetropole im INTERREG III – Projekt „Industrielle Folgelandschaft“ ist das Projekt Pays des Terrils in der Wallonie (Belgien).